# Istituto italiano per il Medio ed Estremo Oriente
L'Istituto italiano per il Medio ed Estremo Oriente (abbreviato nella sigla IsMEO) è stato un ente pubblico italiano.

## Storia
Fondato nel 1933 da Giovanni Gentile e Giuseppe Tucci allo scopo di promuovere rapporti culturali, politici ed economici tra l'Italia ed i paesi asiatici, nel 1995 si è fuso con l'Istituto italo-africano di Roma, dando vita all'Istituto italiano per l'Africa e l'Oriente (IsIAO).

## Presidenti
- 1933 - 1944 Giovanni Gentile
- 1947 - 1978 Giuseppe Tucci
- 1978 - 1979 Sabatino Moscati
- 1979 - 1995 Gherardo Gnoli

## Pubblicazioni
L'IsMEO si occupava dell'edizione di alcune pubblicazioni a carattere periodico o estemporaneo inerenti alla propria mission:
- East and West, trimestrale in lingua inglese fondato da Giuseppe Tucci e diretto da Massimo Scaligero e Gherardo Gnoli. Tratta in particolar modo di arte, archeologia, storia, filologia, letteratura, filosofia e religioni. Succeduto ad Asiatica (1936-1943) come organo dell'IsMEO e inizialmente dedicato anche a registrare la cronaca delle iniziative culturali italiane in Oriente e orientalistiche in Italia, si è presto configurato come un periodico esclusivamente scientifico, il cui carattere è stato definitivamente sancito dall'avvio della "nuova serie" nel 1958.
- Africa, trimestrale trilingue (italiano, inglese e francese), venne istituito nel 1946 come Notiziario dell'Associazione fra le imprese italiane in Africa sotto la direzione di Gregorio Consiglio, per poi essere rinominato nel 1950 Africa: rivista mensile di interessi africani e assumere, nel 1965, con la nuova direzione di Teobaldo Filesi un'impostazione scientifica con una spiccata opzione per le scienze umane. Tale orientamento rimane inalterato sotto la direzione di Gianluigi Rossi, subentrato nel 1994.
- Cina, periodico fondato nel 1956, è dedicato agli studi sul pensiero, l'arte, la scienza e l'organizzazione della Cina contemporanea, senza trascurare la tradizione riconsiderata alla luce della critica storica. Ha periodicità irregolare ed è redatto di Lionello Lanciotti.
- Il Giappone, nato come trimestrale del Centro di cultura italo-giapponese presso l'IsMEO, a partire dal 1963 è pubblicato a cadenza annuale dall'Istituto in collaborazione con l'Istituto giapponese di cultura in Roma; presenta studi sui vari aspetti della cultura giapponese. I redattori sono Paolo Calvetti, Silvana De Maio, Adolfo Tamburello.